# Antonio Borriello
Antonio Borriello (Torre del Greco, 23 settembre 1950) è un saggista italiano, studioso e interprete di Samuel Beckett.

## Biografia
Studioso di Samuel Beckett, di cui ha interpretato e diretto diverse pieces, nel 1985 ha ricevuto dall'autore una lettera di ringraziamento ed incoraggiamento per le sue ricerche ed interpretazioni. Per la sua partecipazione al Beckett Festival 1991, presso il Trinity College di Dublino, ha ricevuto apprezzamenti dal Presidente d'Irlanda e dal Magnifico Rettore del Trinity College.
In merito all'opera beckettiana ha pubblicato i saggi Samuel Beckett, Krapp's Last Tape: dalla pagina alla messinscena (1992), Numerical references in "Krapp's Last Tape", in Samuel Beckett: Endlessnes in the Year 2000. Samuel Beckett: Fin sans fin en l'an 2000 (2002). Nel 2006 ha curato la mostra 1906 – 2006: Omaggio a Samuel Beckett – La terra potrebbe essere disabitata (Villa Macrina, Torre del Greco) in cui sono esposti tutti gli scritti in anastatica su Beckett apparsi in Italia e nel mondo dal 1953 al 2006, scenografie e costumi. Ha inoltre curato le kermesse teatrali Beckett per Sarayevo e La scena e le immagini (materiali scenici inediti, documenti e foto da messinscene di Beckett), con la partecipazione di numerosissimi studenti universitari.

## Pubblicazioni
- Samuel Beckett - Krapp's last tape: dalla pagina alla messinscena, Edizioni Scientifiche Italiane, Napoli, 1992
- Beckett the Euclidean (as is he who interprets him) in The Tragic Comedy of Samuel Beckett, Editori Laterza

## Teatro

### Regista
- La sabbiera, di Edward Albee, in collaborazione con gli studenti dell'Istituto Magistrale di Torre Annunziata (1976)
- El hombre deshabitado di Rafael Alberti, Gruppo Sperimentazione Teatrale ABC con Nuccio Ascione, Peppe Marotta, Augusto Trombetta e Michele Giordano. Instituto Cultural Espanol de Santiago di Napoli (1977)
- Arcicoso, di Robert Pinget, Gruppo Sperimentazione Teatrale ABC, con Antonio Borriello, Nuccio Ascione, Michele Giordano, Monica Canfora. Liceo Classico Gaetano de Bottis di Torre del Greco - Liceo Classico di Torre Annunziata (1977)
- Arcicoso di Robert Pinget, Gruppo Sperimentazione Teatrale ABC, con Antonio Borriello e gli studenti del Liceo Artistico di Cassino. Auditorium Diamare di Cassino (1978)
- La cantatrice calva, di Eugène Ionesco, Gruppo Sperimentazione Teatrale ABC, in collaborazione con gli studenti del Liceo Scientifico di Cassino. Auditorium Diamare di Cassino (1978)
- Il nuovo inquilino, di Eugène Ionesco, Gruppo Sperimentazione Teatrale ABC, con Antonio Borriello, Mirella Arciero, Antonio Gargiulo, Fabio Costantino. Fabbrica Molinari Sud di Colfelice (1979)
- Animazione teatrale per ragazzi, Gruppo Sperimentazione Teatrale ABC. Atina, Ausonia, Castelnuovo Parano, Cervaro, Coreno Ausonio, Esperia, Sant'Ambrogio sul Garigliano e Vallerotonda (1980)
- Fando e Lis, di Fernando Arrabal, Gruppo Sperimentazione Teatrale ABC, con Antonio Borriello, Mirella Arciero, Sandro Morato, Maurizio Tedeschi, Lucio Capitano. Teatro Metropolitan, IV Settimana Internazionale Teatro Laboratorio, Torre del Greco (1981)
- L'ultimo nastro di Krapp, di Samuel Beckett, con Antonio Borriello. Teatro Moderno, I Rassegna sulle Sponde del Teatro di Cassino (1982)
- Medea, di Euripide, Cantiere Teatrale Aperto, con gli studenti del Liceo Gaetano de Bottis di Torre del Greco. Anfiteatro di Pompei (1999)
- Antigone, di Sofocle, Cantiere Teatrale Aperto, con gli studenti del Liceo Gaetano de Bottis di Torre del Greco e di Torre Annunziata. Anfiteatro di Pompei (1999)
- Riccardo III, di William Shakespeare, Cantiere Teatrale Aperto, Liceo Gaetano De Bottis di Torre del Greco. Napoli, Maggio dei Monumenti (2000)
- Va e vieni, di Samuel Beckett, con Arianna Chervino, Mariapaola Conato, Claudia Di Caterina. Villa Macrina a Torre del Greco (2006)
- Improvviso dell'Ohio, di Samuel Beckett. Villa Macrina a Torre del Greco (2006)
- Respiro, di Samuel Beckett. Torre del Greco (2019)